# 꿈 (2020년 영화)
꿈(KKUM)은 한국에서 제작된 김강민 감독의 2020년 단편 애니메이션 영화이다.

## 목소리 출연
- 김강민 자신
- 박정순: 어머니 역(강민 감독의 실제 어머니가 이 프로젝트의 목소리를 맡음)[1]

## 수상
- 오타와 국제 애니메이션 페스티벌
  - Public Prize 수상
  - Nelvana Grand Prize for Independent Short animation 수상